# Beton

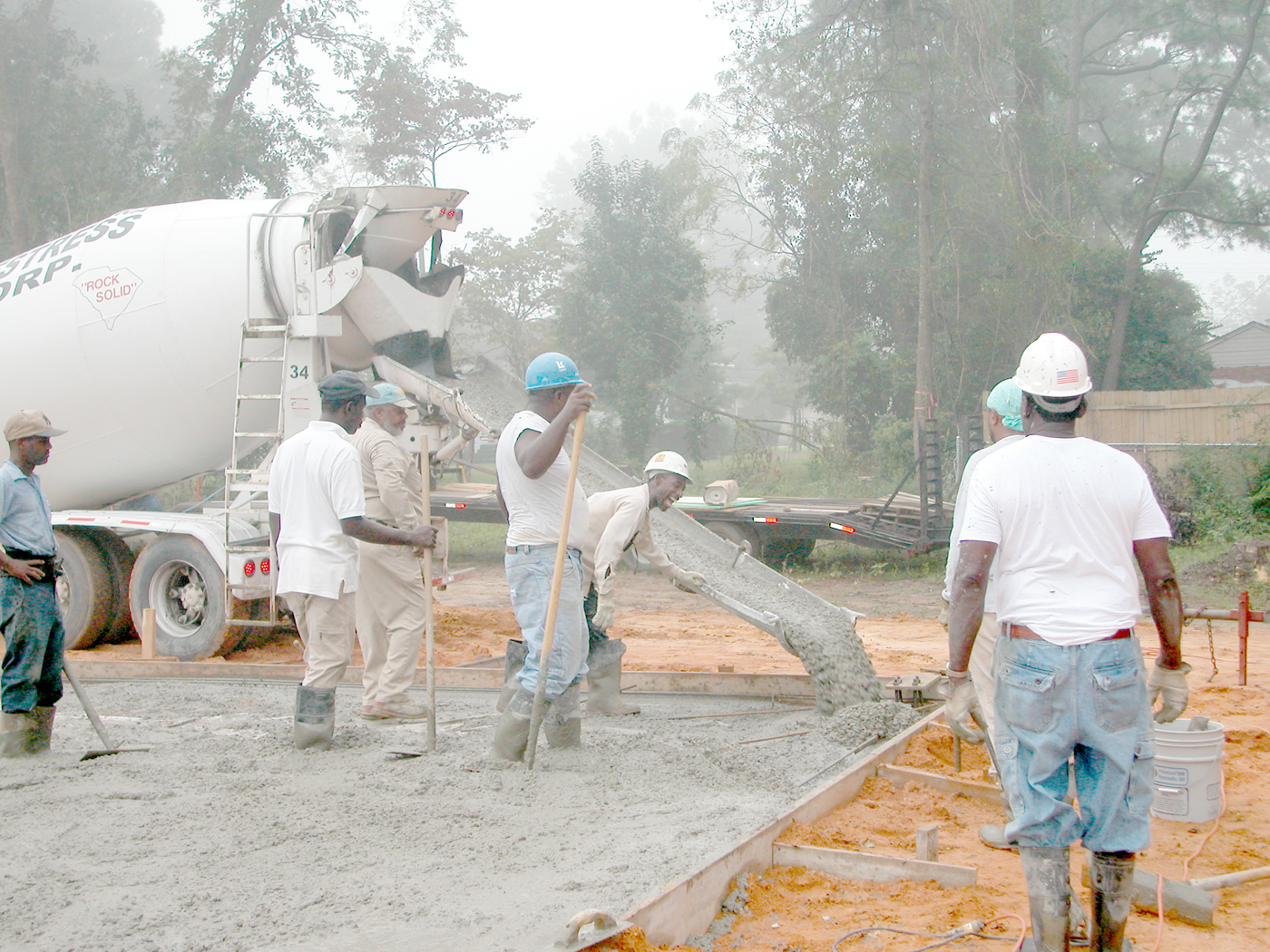
Alapozás transzportbetonnal

A beton mesterséges építőanyag, melynek összetevői a kavics, a homok, a cement és a víz. Erősen lúgos. Előnye, hogy bármilyen alakra formázható, megszilárdulva pedig nagy szilárdságú tartószerkezetként működik. Lényege, hogy a kőszerű, szemcsés összetevőket (kavics/kőtörmelék és homok), a cement, mint „kötőanyag” víz közreműködése mellett összeragasztja. A nagyobb szemcsés kavicsrész adja a beton „kőkemény” építőrészecskéit, a homok apró szemcséi a nagy kavicsok közti rések hézagmentes kitöltését biztosítják, a cement pedig ragasztóanyagként (kötőanyag) e szemcséket kőszerűen kemény anyaggá ragasztja össze kémiai-fizikai kötéssel. Az összekevert alkotóanyagokból készült friss beton rövid ideig szabadon formázható, majd a cement a vízzel beinduló kémiai-fizikai folyamatok hatására megszilárdul, és a kavicsos-homokszemcsés összetevőkkel nagy teherbírású mesterséges követ képez (a beton megköt), létrehozva a megszilárdult betont. A víz nagy része eközben elpárolog. A kész beton levegőt is tartalmaz. A beton tulajdonságait keveréskor további adalékszerekkel (képlékenyítő, légpórusképző, szilárdulásgyorsító, kötéslassító) alakíthatják.  A cement kötőerejét legnagyobb részt a benne levő kalcium-szilikátok víz hatására történő kalcium-szilikát-hidráttá alakulása adja (hidratáció). A cement kémiai kötést biztosító reakciójához kellő mennyiségű víz szükséges. Ezért a betont utókezelésként locsolni szokták kb. 1 hétig. Ennek hiányában a beton kiszárad, nem jön létre teljes mértékben a mész kémiai körfolyamata, és a beton morzsalékony lesz.
Formázhatóságának köszönhetően épületek legkülönbözőbb formájú alkotóelemei (födémek, tartóoszlopok, lépcsők stb.) kiönthetők belőle.
Nyomószilárdsága nagyon nagy, de a hajlítószilárdsága kicsi, emiatt beleágyazott speciális összetételű vas/acél - ún. betonvas/betonacél - idomokkal (általában rudakkal) növelik a hajlítószilárdságát. A betonvas/betonacél és a beton hőtágulási együtthatója megegyezik, ezért nem okoz problémát a két anyag együttes alkalmazása. Az így létrejött anyag a vasbeton, amely rugalmasabb, teherbíróbb az egyszerű betonnál.
A beton és a vasbeton a világon a legelterjedtebb építőanyag, mivel kivitelezése viszonylag egyszerű és a készítéséhez felhasznált anyagok olcsók, valamint a vasbeton szerkezetek alig igényelnek karbantartást.
Az alkotórészek elnevezése még római korból származik - latinul:
caementum – durva kőtörmelék, concretus (beton) – összekevert, összenőtt.

## A beton története

### A rómaiak idején
A rómaiak ún. római cementet (alumínium- és szilíciumtartalmú törmeléket) használtak utak, fürdők, vízvezetékek építésére. A római cementet a Vezúv vulkáni tufáinak megőrlésével készítették mész hozzáadásával. Így egy víz alatt is megkötő keveréket kaptak.
Technikailag kifinomultan a Pantheon kupolájának szerkezetében jelent meg a beton. A kupola aljától a közepe felé haladva egyre vékonyodik a szerkezet, a kedvezőbb terhelés szerint. I. sz. 27-ben Pollio Vitruvius építészeti könyvében is szerepel a beton leírása.

### Az újkorban
1779-ben Bry Higgins szabadalmaztatta a stukkóvakolatot, amely hidratált cementből állt. Tapasztalatait az Experiments and Observations Made with the View of Improving the Art of Composing and Applying Calcareous Cements and of Preparing Quicklime című írásban dokumentálta.
1793-ban John Smeaton tanulmányozta a kiégetett mész víz alatti szilárdulását, illetve azt, hogy a más anyagokkal elegyítve szilárdabb formát ölt. Megfigyeléseire alapozva újjáépítette a cornwalli világítótornyot.
1800-ban használtak először nagy mennyiségű betont a West India Dock brit kikötő építésénél, amit William Jessop tervezett.
1812 és 1816 között épült Franciaországban az első betonszerkezetű híd Souillacban, amely még nem tartalmazott semmiféle vasalást.
Az 1820-as években több angol, francia és amerikai szabadalom is született a mész felhasználásával, cementtel, betonnal kapcsolatban:
- James Parker az ún. Parker (más néven római) cementtel kísérletezett.
- Edgar Dobbs a habarccsal és a gipsszel foglalkozott.
- Louis Vicat agyaghoz adagolt meszet készített.
- Canvass White a természetes cementet ismerte fel.
- Maurice St. Leger és John Tickell olyan természetes cementeket készítettek, amelyek a víz alatt is megkötöttek.
- Ralph Dodd foglalkozott azzal, hogy a húzóerőket kovácsoltvas rudakkal vegye fel a beton belsejében.
- Abraham Chambers és James Frost különféle cementfajtákkal kísérleteztek.

1824-ben Joseph Aspdin angol kőműves szabadalmaztatta az egységesen finomra őrölt portlandcementet, amit a Portlandnál fejtett építési kőről nevezett el. Ez az elnevezés a mai napig megmaradt.
- Zielinski Szilárd (Mátészalka, 1860. V. 1. – Budapest, 1924. IV. 24.) építőmérnök, a vasbetonépítészet magyarországi meghonosítója volt.

## Osztályozása
A beton készítésére a MSZ (Magyar Szabvány) EN 2006-1:2002 szabvány vonatkozik. 
A beton testsűrűség szerint lehet: könnyűbeton, jelölése Magyarországon LC, sűrűsége: 800–2000 kg/m³; normálbeton, jelölése C, sűrűsége 2001–2600 kg/m³; illetve nehézbeton, jelölése HC, sűrűsége 2600 kg/m³ felett. A beton testsűrűségét megszilárdulást követően, tömeg- és térfogatmérési, illetve számítási eljárások útján lehet megállapítani. A beton nyomószilárdságát a beton testsűrűségének jelölését (LC, C, HC) követő szám határozza meg.
A nyomószilárdság meghatározásának módjában a magyar szabvány eltér az európai szabványtól. A magyar szabvány alapján a nyomószilárdságot 300 mm magas és 150 mm átmérőjű, végig víz alatt tárolt próbahengerrel végzik el. Ezt nevezik hengerszilárdságnak. Ezzel szemben az európai szabvány a kockaszilárdságot is méri. A kockaszilárdságot 150 mm élhosszúságú próbakockán határozzák meg.
| Nyomószilárdsági osztály | A legkisebb jellemző hengerszilárdság (A hengerszilárdság elő írt jellemző értéke) (N/mm²) | A legkisebb jellemző kockaszilárdság (a kockaszilárdság előírt jellemző értéke, ha a próbakockákat végig víz alatt tárolták (N/mm²) | A kockaszilárdság előírt jellemző értéke, ha a próbakockákat vegyesen, azaz 7 napos korig víz alatt, utána a labor levegőn, szárazon tárolták (N/mm²) |
| ------------------------ | ------------------------------------------------------------------------------------------ | --- | --- |
| C8/10                    | 8                                                                                          | 10 | 11 |
| C12/15                   | 12                                                                                         | 15 | 16 |
| C16/20                   | 16                                                                                         | 20 | 22 |
| C20/25                   | 20                                                                                         | 25 | 27 |
| C25/30                   | 25                                                                                         | 30 | 33 |
| C30/37                   | 30                                                                                         | 37 | 40 |
| C35/45                   | 35                                                                                         | 45 | 49 |
| C40/50                   | 40                                                                                         | 50 | 54 |
| C45/55                   | 45                                                                                         | 55 | 60 |
| C50/60                   | 50                                                                                         | 60 | 65 |
| C55/67                   | 55                                                                                         | 67 | 71 |
| C60/75                   | 60                                                                                         | 75 | 79 |
| C70/85                   | 70                                                                                         | 85 | 89 |
| C80/95                   | 80                                                                                         | 95 | 100 |
| C90/105                  | 90                                                                                         | 105 | 111 |
| C100/115                 | 100                                                                                        | 115 | 121 |

A könnyűbetont hőszigetelő szerkezetek beépítésénél használják, ám ilyenkor különböző adalékanyagokat adnak hozzá a jobb szigetelési tulajdonságok elérése érdekében.
A normálbeton a leggyakrabban felhasznált betonfajta, szerkezeti beton.
A nehézbetont sugárvédelmi feladatokat ellátó épületekben használják fel építőanyagként.
A beton konzisztencia szerint lehet alig földnedves beton, földnedves beton (jele: FN), kissé képlékeny beton (jele: KK), képlékeny beton (jele: K), folyós beton (jele: F), illetve önthető beton. A konzisztencia a beton esetében a friss beton keverhetőségét, tömöríthetőségét, bedolgozhatóságát, szállíthatóságát, állékonyságát határozza meg. A beton kötési és szilárdulási folyamatát, zsugorodását, cement- és vízigényét, a megszilárdult beton szövetszerkezetét, illetőleg szilárdságát is befolyásolja. A beton konzisztenciájánál fontos a felhasznált cement minősége, az adalékanyagok minősége és szemcseszerkezete, illetve magának a keveréknek az összetétele is.
Az alig földnedves betont nagy tömegű vasalatlan, vagy gyenge vasalással rendelkező szerkezetek, például támfalak, gátak építésénél használják. A földnedves betont vasalatlan, ritkán vasalt szerkezetek építéséhez alkalmazzák. A kissé képlékeny betont olyan vasalt, illetve vasalatlan szerkezetek építésénél használják, amelyeknél a vasalás nem sűrű. A képlékeny betont sűrű vasalással készülő szerkezetek építésénél alkalmazzák. A folyós betont sűrűn vasalt, nehéz hozzáférésű, karcsú szerkezetek építésénél használják, például víz alatti betonozásnál. Az önthető betont nagy területű szerkezetek viszonylag gyors és könnyű megépítéséhez használják fel.
Környezeti osztályozás szerint a beton lehet: fagyálló, olvasztó só álló (jele: XF), vízzáró (jele: XV, VZ), ezen belül a gyengén vízzáró (2 bar víznyomást nem enged át) a VZ2 jelű, mérsékleten vízzáró, jele VZ4, vízzáró, jele VZ6, illetve különlegesen vízzáró a VZ8 jelű. Ezen kívül a beton lehet még kopásálló, amit XK jelöléssel tüntetnek fel. Az ezen betűjelek után következő szám gyakorlatilag a környezeti osztályozásnak mértékét jelöli.

## Betonvágás
A betonvágás már az ókorban is ismert eljáráson alapuló technológia. Általában gyémánttartalmú szerszámokkal (gyémánttárcsa, gyémántkötél, gyémántkorona) való megmunkálást jelent. Jelentősége rezgésmentességében rejlik, hatására a betonszerkezetben nem keletkeznek repedések, a vágási felületek egyenletesek, simák, a szerkezetek statikailag épek maradnak. A modern építőipar egyre inkább nélkülözhetetlen része, de a panellakók is gyakran alkalmazzák.

## Vasbeton

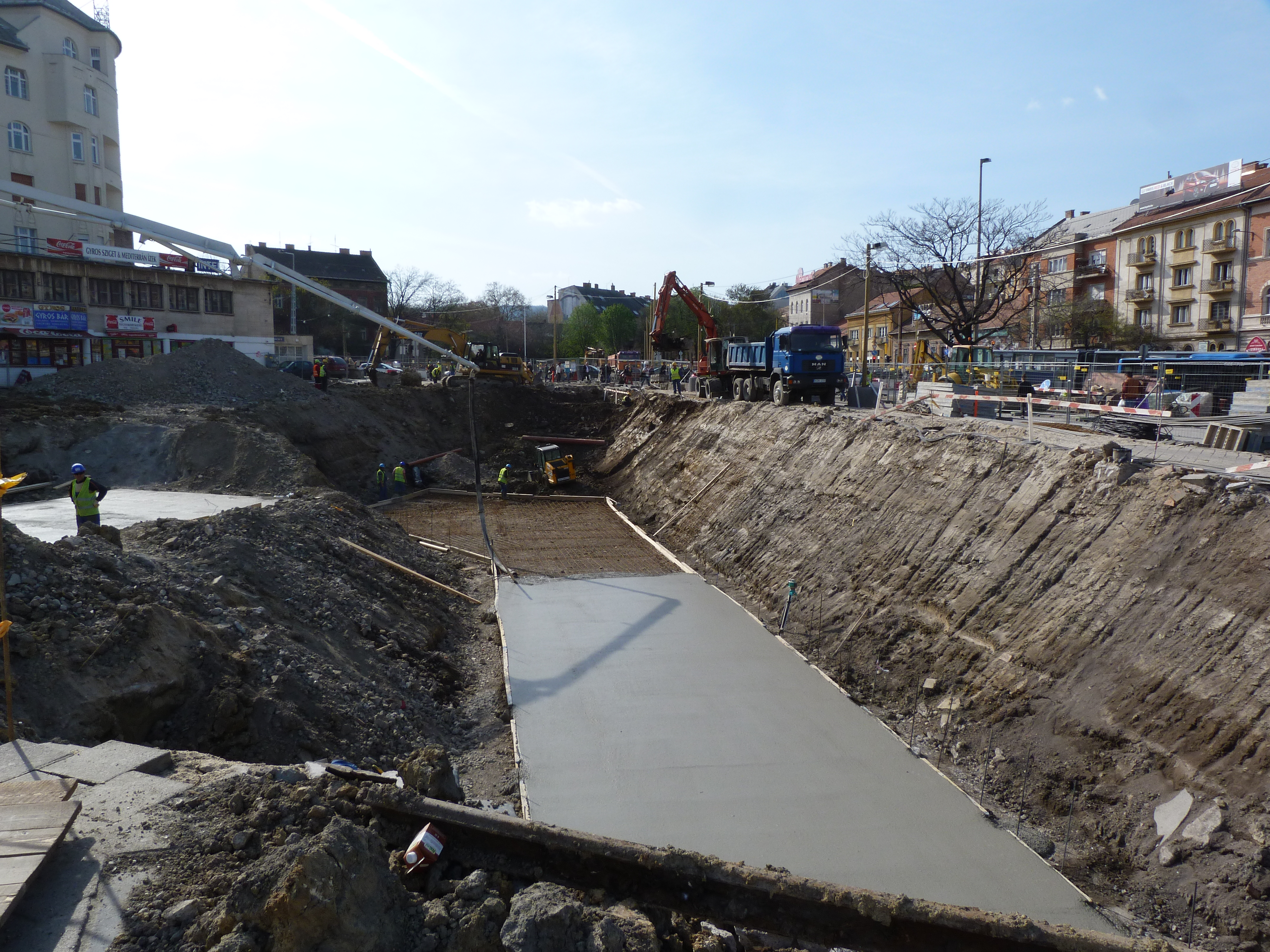
Vasbeton alaplap készítése (Széll Kálmán tér, 2015. április 14.)

A vasbeton betonból és a betonba ágyazott acélbetétekből álló építőanyag.

## Látszóbeton

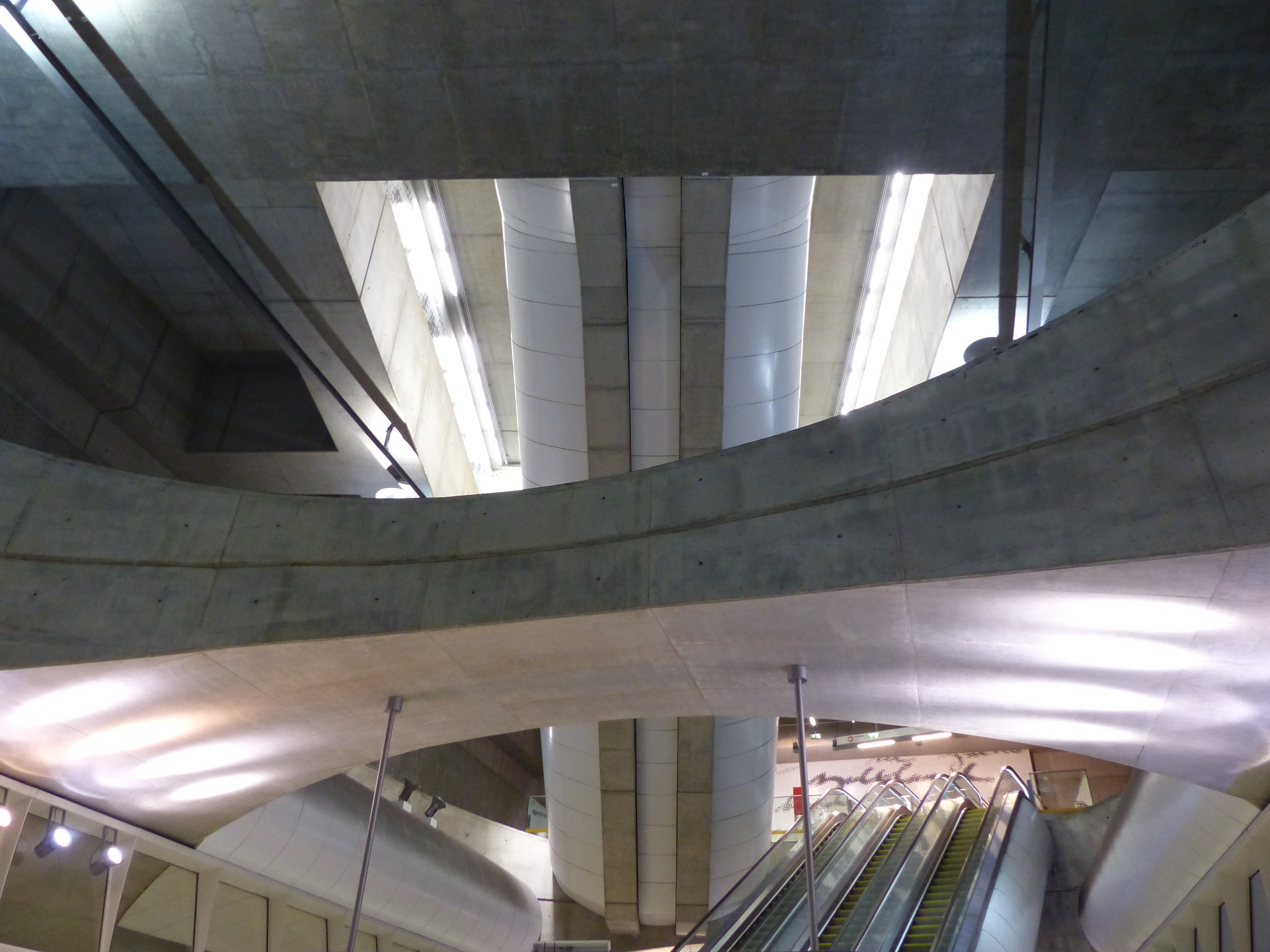
Látszóbeton a Kálvin tér metróállomáson (M4)

Építészeti megoldás. A kedvelt minimalista trendekhez kapcsolódik a beton felületek kialakítása. Az építmény beton szerkezeti elemei láthatóak, statikai feladatuk mellett látványelemként is szolgálnak.

### Könyvek
- Dr. Balázs György: Építőanyagok és kémia, Műegyetem Kiadó, Budapest, 2002
- Dr. Balázs György: Különleges betonok és betontechnológiák I, Akadémiai Kiadó, Budapest, 2007, ISBN 9789630584654
- Déry Attila: Történeti anyagtan, TERC Kft., Budapest, 2000, ISBN 963-00-4183-9
- Dr. Tamás Ferenc (főszerk.): Szilikátipari kézikönyv, Műszaki Könyvkiadó, Budapest, 1982, ISBN 9631043657

### Web
- Tarsoly Csaba: A vasbeton története[halott link]
- Beton szilárdsági vizsgálat
- Bauxitbetonból készült épületek Budapesten
- Betonvágás falra rögzített síkvágóval
- Beton – folyóirat
- Építőanyag – folyóirat
- Beton keverési arányok Archiválva 2010. május 10-i dátummal a Wayback Machine-ben
- Szálerősítésű beton